# Popillia faida
Popillia faida är en skalbaggsart som beskrevs av Ohaus 1925. Popillia faida ingår i släktet Popillia och familjen Rutelidae. Inga underarter finns listade i Catalogue of Life.